# الدرب الساطع
الدرب الساطع (بالإسبانية: Sendero Luminoso)‏ هي التنظيم السياسي والعسكري للشيوعيين الماويين في البيرو انطلقت عام1980 لتقيم حكم الديموفراطية الجديدة وهي من تسميات ديكتاتورية البروليتاريا المصطلح الماركسي اللينيني المعروف.
يعتمد الحزب على النظرية الماركسية اللينينية الماوية ويتبع نهج الكفاح المسلح واطلاق الحرب الشعبية من أجل اقامة الجمهورية الاشتراكية والثورة الثقافية من أجل الوصول للمجتمع الشيوعي
منذ اعتقال زعيم الحزب أبيمال غوزمان في عام 1992، ونشاطات المنظمة العسكرية منحفضة بعض الفصائل من الدرب المضيء يدعون الآن للقتال من أجل إجبار الحكومة على التوصل إلى معاهدة سلام مع الثوار الماويين.

## اسم
جائت تسمية الدرب المضيء للحزب الشيوعي البيروفي من عبارة قالها خوسيه كارلوس مارياتيغي مؤسس الحركة الشيوعية في البيرو حين قال«الماركسية اللينينية تفتح الدرب المضيء للثورة» واضيفت عبارة الدرب المضيء واختصار حروفها بالإسبانية لتميز الحزب الماركسي اللينيني الماوي عن بقية الأحزاب التي تحمل نفس الأسم فيصبح اختصار الحزب: PCP-SL

## تأسيس
تأسس الحزب الشيوعي البيروفي- الدرب المضيء في أواخر 1960 على يد ابيمال غوزمان المعروف أيضا بالرئيس غونزالو، برفسور الفلسفة المعروف أسس ابيمال غوزمان النهج النظري والسياسي للماركسية اللينينية الماوية وذلك بعد الانشقاق الذي حدث عام 1964 عن الحزب الشيوعي البيروفي-العلم الأحمر الذي رفض السياسات الموالية للسوفييت في الحزب الشيوعي البيروفي-الموالي للسوفييت، وتعود اصول الأحزاب الشيوعية في البيرو إلى الحزب الاشتراكي الذي اسسه خوسيه كارلوس مارياتيغي في عام 1928.
انطلقت الحركة في سان كريستوبال من جامعة هوامانغا، في اياكوتشو حيث يقوم غوزمان بتدريس الفلسفة بين عامي 1973 و1975، نجح أعضاء الحزب الماوي الناشئ بالسيطرة على مجالس الطلبة في الجامعات من هوانكايو ولا كانتوتا، وفي الجامعة الوطنية للهندسة في ليما والجامعة الوطنية في سان ماركوس، وهي أقدم جامعة في الأمريكتين.
بدات في 17 مارس 1980، عقد سلسلة من الاجتماعات السرية للتنظيم الماوي في أياكوتشو، والمعروفة باسم اللجنة المركزية للثانية. وقد شكلت «المديرية الثورية» المشرفة على العمل السياسي والعسكري للمجموعة، وأمر الميليشيات التابعة لها إلى نقل إلى المناطق الاستراتيجية في المحافظات لبدء «الكفاح المسلح».

## حرب شعبية
في بداية الثمنينات بدأ العمل العسكري للدرب المضئ في منطقة اياكاشو التي تعتبر المعقل الرئيسي للماويين حتى الآن انتشرت الحركة في العديد من المناطق منها جبال الأنديز واكتسب شهرة بين الفلاحين البيروفيين وخصوصا في المناطق الفقيرة والمهملة في أياكوتشو، أبوريماك، وهوانكافيليكا وكان لأخبار وسير مقاتلي هذا التنظيم الأثر الأكبر في جمع الكثير في عضويته وخصوصا القائدة الشابة إيديث لاغوس.

## القبض على غوزمان
استمرت الحركة في نشاطتها العسكرية في مختلف مناطق البيرو حتى تم القبض على رئيسها أبيميال غوزمان في عام 1992 فتلاشى العمل العسكري تدريجيا وأصبح الوجود الفعلي للدرب المضئ على الأرض غير واضح المعالم، بالرغم من وجود اشارات على تنامي العمل السياسي والعسكري للمجموعة بصورة سرية ومغلقة بحسب البيانات من مؤيدي هذا التنظيم..

## نشاط محدود
عادت في بداية الألفية الجديدة مجموعات الدرب المضئ لتنفيذ عمليات عسكرية محدودة في مناطق مختلفة من البيرو في يناير 2004، ظهر قائد ميداني جديد للماويين يدعى الرفيق أرتيمو عرف عنه أنه من قادة الدرب المضئ هدد باستئناف العمل العنيف «الثوري بحسب وصفه» ضد الحكومة إذا لم يتم اطلاق سراح قادة التنظيم المعتقلين في السجون العسكرية تحت حراسات مشددة.
في 22 ديسمبر 2005، نصبت كمينا للالدرب المضيء لدورية للشرطة في هوانوكو مما أسفر عن مقتل ثمانية أشخاص ومازال الماويون يحتفظون بعمليات محدودة وينفذونها في نطاقات ضيقة والحكومة ترد بمزيد من الاعتقالات بين الماويين في البيرو حتى الآن.
في 12 فبراير 2012 اعتقل الرفيق أرتيمو اثر جرحه في إحدى المعارك ضد القوات البيروفية الحكومية اثر جراح تكبدها في الاشتباك وقالت المنظمات المؤيدة للماويين ان الضربات القاسية التي وجهت للتنظيم منذ 1992 لم تكسرهم بل حافظت على الايمان الثابت بالنهج الثوري والدليل ان المنظمة برغم هذه الضربات تعمل منذ 20 عاماً.